# Kloster Breitenau

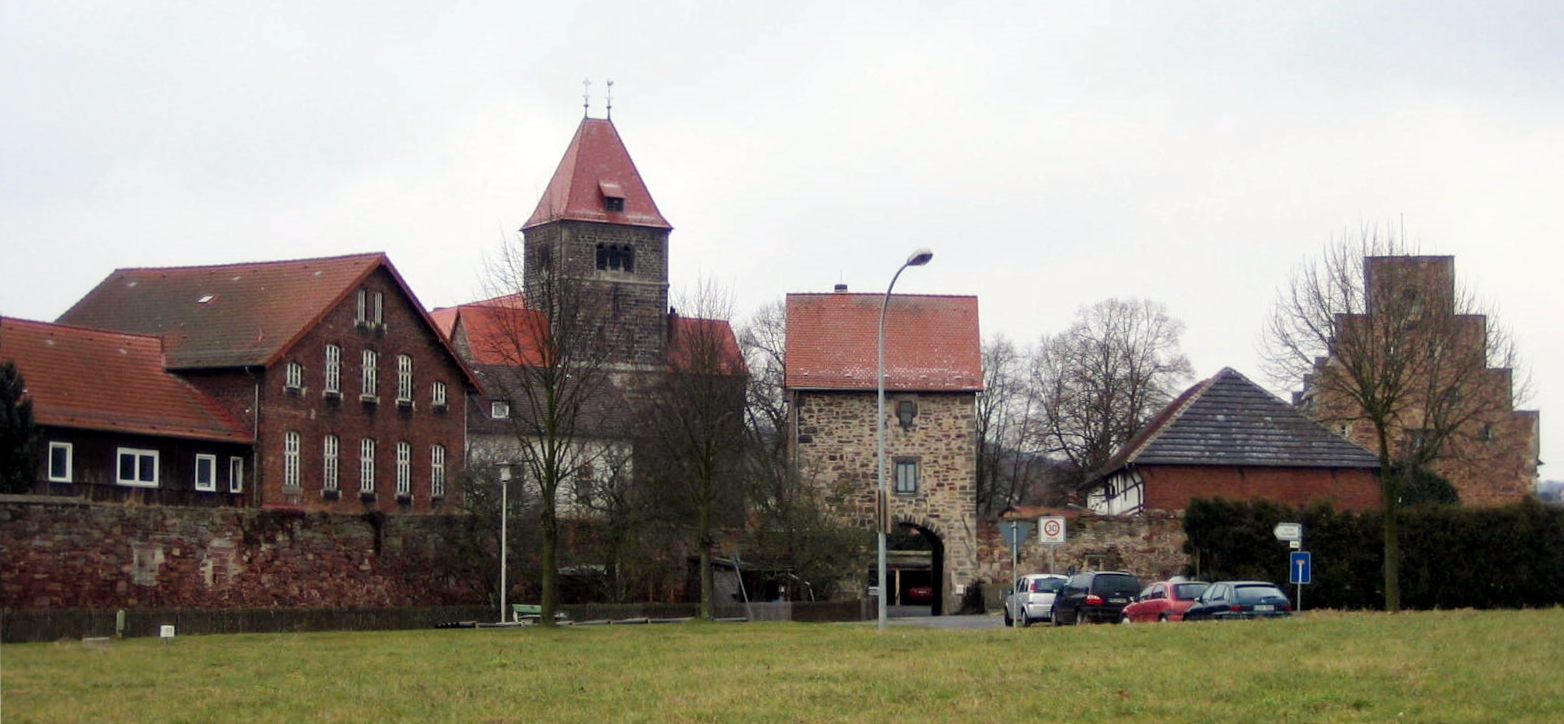
Klosteranlage Breitenau

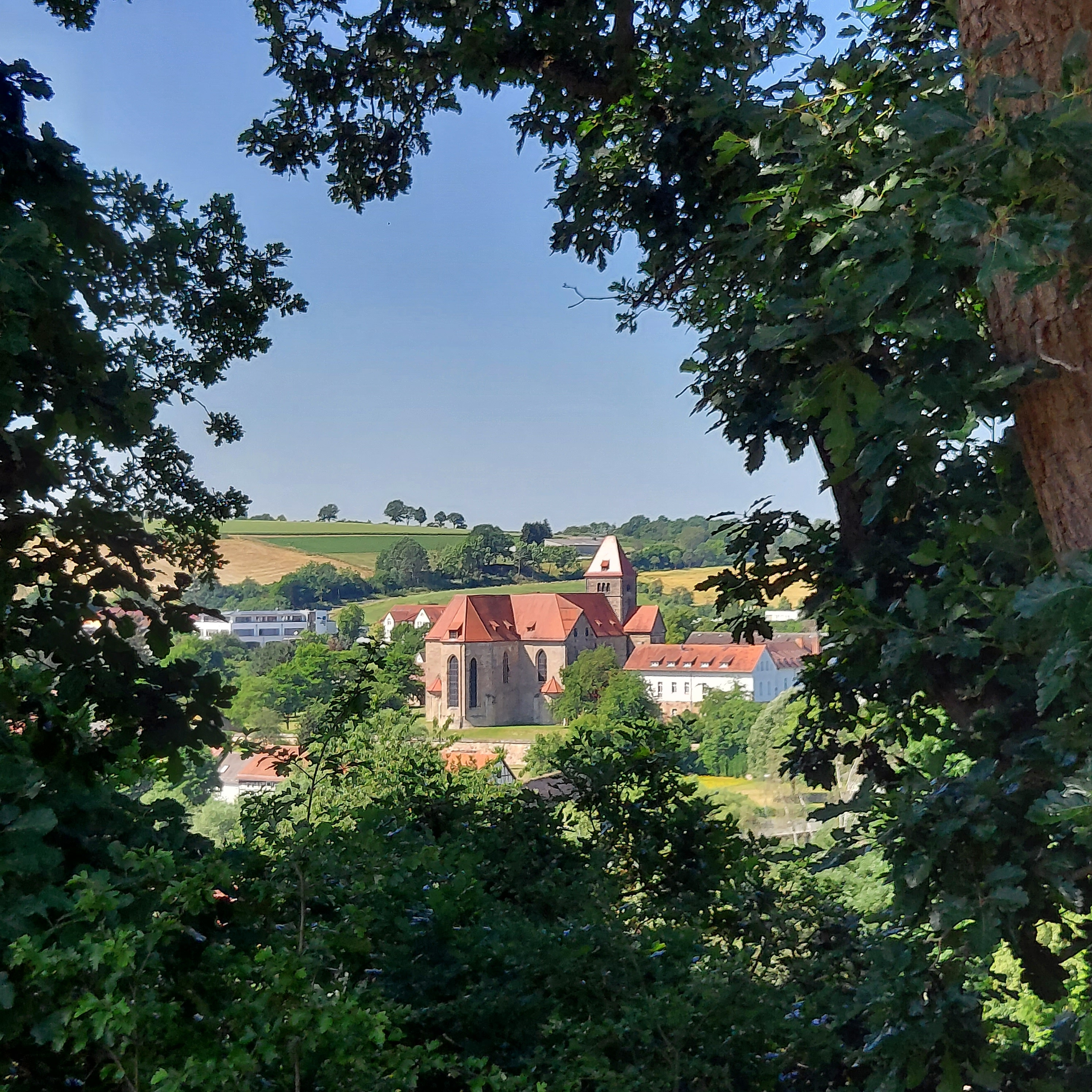
Ansicht der Klosteranlage und des Ortsteils Breitenau von Guxhagen aus

Das Kloster Breitenau war eine Benediktinerabtei in der Ortslage Breitenau der Gemeinde Guxhagen bei Kassel, in der damaligen „Breiten Aue“ am Zusammenfluss von Eder und Fulda. Ab dem 19. Jahrhundert wurde die Anlage als „Besserungsanstalt“ genutzt, ab 1974 als psychiatrisches Krankenhaus. Während der Zeit des Nationalsozialismus war im Kloster das KZ Breitenau untergebracht.
Baulich ist die romanische Anlage ein wichtiges Beispiel der Hirsauer Bauschule in Hessen.

## Geschichte

### Benediktinerkloster

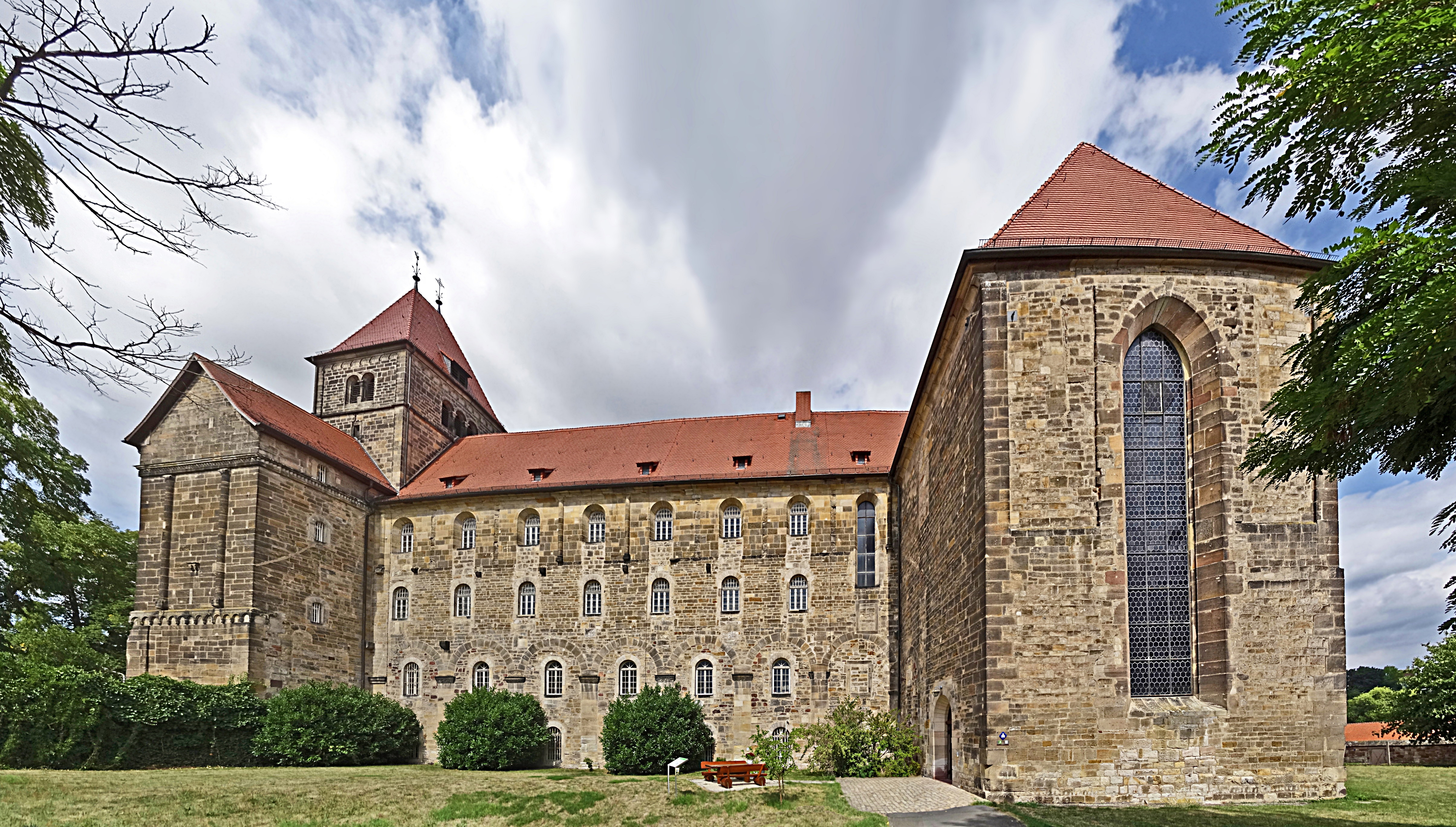
Klosterkirche Breitenau

Die Gründung des Klosters Breitenau geht auf den hessischen Gaugrafen Werner IV. von Maden und dessen Frau Gisela um das Jahr 1113 zurück. Werner hatte von seinem Vater Werner III. das bedeutende Amt des primicerius et signifer regis (Vorstreiter und Bannerträger des Königs) geerbt und war dadurch auch Graf von Grüningen, außerdem war er mit dem Abt Bruno von Beutelsbach des Klosters Hirsau im Schwarzwald verwandt. An diesen wandte sich Werner wegen der Klostergründung, nachdem er eine Lichterscheinung am Himmel als Zeichen Gottes verstanden habe. Am 17. November 1119 sollen Drutwin und zwölf weitere Benediktinermönche aus dem Kloster Hirsau die ersten Klostergebäude in der „Breiten Aue“ bezogen haben. Der Erzbischof von Mainz, Adalbert I., setzte Drutwin als ersten Abt des Klosters ein, das St. Peter und Paul geweiht wurde. Wohl schon im Frühjahr 1120 begannen die Mönche mit dem Bau einer großen Klosterkirche.
Werner IV., der am 22. Februar 1121 ohne männlichen Erben verstarb, vermachte dem Kloster sein gesamtes Privatvermögen zwischen Werra, Rhein und Main. Davon ausgenommen war bis zu ihrem Tod nur das Wittum seiner Frau, die offenbar erst kurz vor dem 4. Februar 1155 verstarb. Werner wurde im Chor der noch im Bau befindlichen Kirche beigesetzt. Am 7. Juli 1123 unterstellten seine Witwe Gisela und sein Vasall Engelbold das Kloster St. Martin (Patron des Mainzer Doms) und, befreit von allen Archidiakonatsgewalten, direkt dem Erzbischof von Mainz. Es erhielt zudem Privilegien, wie das Seelsorge-, das Tauf- und das Begräbnisrecht sowie die freie Wahl eines Abtes und die Zollfreiheit innerhalb der mainzischen Landen. Auch fügte der Erzbischof weitere Ländereien den schon reichen Besitzungen des Klosters hinzu. Die Vogtei über das junge Kloster behielt der Gaugraf von Hessen, bis der Hessengau 1137 an die Ludowinger Landgrafen von Thüringen fiel. Nach dem Aussterben der männlichen Linie der Ludowinger im Jahre 1247 wurde deren hessischer Besitz nach dem Thüringisch-Hessischen Erbfolgekrieg als Landgrafschaft Hessen eigenständig und Landgraf Heinrich I. wurde Schirmvogt des Klosters Breitenau.
Nach dem Tod Drutwins wurde 1132 der gelehrte und als besonders heilig bekannte Hirsauer Mönch Heinrich neuer Abt. Ihm soll 1144 im Traum ein Papst und der Märtyrer Felix erschienen sein und ihm sein verborgen gelegenes Haupt gezeigt haben, das zu einer Reliquie des Klosters wurde. Ebenso sollen Abt Heinrich vom Erzbischof von Köln, Arnold II. (1151–1156), vier Leiber der 11.000 Jungfrauen für die Kirche übergeben worden sein. Abt Heinrich hatte für Arnold, als dieser noch Propst des St. Georgstiftes in Limburg an der Lahn war (1122–1152), versucht, einen extremen Limburger Kanoniker zu bessern.
Die Klosterkirche war eine 54 Meter lange und 18 Meter breite kreuzförmige, dreischiffige und flachgedeckte romanische Pfeilerbasilika im Stil der „Hirsauer Bauschule“ mit fünf Apsiden für den Hauptaltar und die Nebenaltäre. Chor und Querschiff der großen Kirche waren wahrscheinlich zwischen 1142 und 1145 fertig und wurden unter das Patrozinium der Mutter Jesu gestellt. Langschiff und Seitenschiffe sollen in der Zeit von 1160 bis 1180, das Westwerk ohne seinen Oberbau Ende des 12. Jahrhunderts bis Mitte des 13. Jahrhunderts entstanden sein. Vor allem das Mittelschiff wurde mit aufwendigen Ornamenten geschmückt, von denen viele noch heute zu sehen sind.
Die gesamte Klosteranlage war nahezu kreisförmig von einer noch heute vorhandenen Mauer umschlossen, in der sich zwei Tortürme befanden, das noch erhaltene „Grifter-Tor“ und das einstige „Fulda-Tor“. Die eigentlichen Klostergebäude schlossen mit dem Kreuzgang an die Nordseite der Kirche an, vom ehemaligen Klausurgebäude sind heute nur noch Reste erhalten. Die steinerne Zehntscheune wurde im 15. Jahrhundert erbaut. Im Süden des Areals befand sich der Klosterfriedhof mit der im Jahre 1321 erstmals erwähnten Nikolauskirche, die als Pfarrkirche diente. Am westlichen Ende des Geländes standen Scheunen und Stallungen, und am Fuldaufer befand sich die Breitenauer Klostermühle. Auf dem Klostergelände wurden Obst, Gemüse und Wein angebaut, und an und auf der Fulda wurde Fischfang betrieben.
Die Blütezeit des Klosters lag wohl zwischen der Mitte des 12. Jahrhunderts und dem Anfang des 14. Jahrhunderts. Es besaß die Dörfer Guxhagen, Ellenberg und später auch Büchenwerra, über die es mit dem Gericht Breitenau auch die Niedere Gerichtsbarkeit ausübte, sowie Felder, Wiesen, Wälder, Weinberge und Gewässer in fast 100 anderen Orten der näheren und weiteren Umgebung. Erzbischof Siegfried III. von Mainz verlieh im Jahr 1239 Abt Widekind und dessen Nachfolgern das Recht, eine Inful zu tragen. Mit zunehmendem Reichtum verfielen die Sitten. Dadurch gab es immer weniger Schenkungen an das Kloster, und durch unordentliche Haushaltsführung sowie durch „Habsucht der Nachbarn“ verlor das Kloster wieder an Besitz. Die Ländereien waren schließlich so sehr zersplittert, dass im Jahr 1324 Papst Johannes XXII. einen Kommissar ernannte, der sich um die Missstände kümmern sollte.
1339 verbanden sich die Äbtissin des Klosters Kaufungen und die Äbte der Klöster Hasungen, Breitenau und Spieskappel mit dem Stift St. Petri in Fritzlar zur gemeinsamen Abwehr aller gegen sie gerichteten ungerechten Angriffe (1386 erneuert). Im 15. Jahrhundert folgte aber auch schon der allgemeine Niedergang des Benediktinerordens, sowohl in wirtschaftlicher als auch in moralischer und geistlicher Hinsicht. Der im Jahre 1496 erfolgte Anschluss Breitenaus an die Bursfelder Kongregation, eine vom Kloster Bursfelde an der Weser ausgehende Reformbewegung, brachte für das Kloster noch einmal einen kurzen Aufschwung, der dann mit der Einführung der Reformation in der Landgrafschaft Hessen sein Ende fand. Äußerliches Zeichen des Reformwillens war in den Jahren 1502 bis 1509 der Umbau von Chor und Querschiff im gotischen Stil und die dabei 1508 erfolgte Ausmalung des Chorschiffs.

### Äbte des Klosters
Die Äbte des Klosters und deren Amtszeiten sind nicht lückenlos überliefert. Die Liste zeigt daher die namentlich bekannten Äbte und die Jahre ihrer urkundlichen Erwähnung.
- Drutwin 1123 (1119–1132)
- Heinrich I. (1132), 1144, 1150, 1155
- Kuno 1162
- Heinrich II. 1170, 1171
- Eilbert 1196
- Giso 1215, 1235, 1236[8]
- Widekind 1239, 1246
- Si(g)frid 1255
- Hermann von Wolfershausen 1260 (Gegenabt)
- Heinrich III. 1261, 1268, 1282
- Isfrid 1263, 1264
- Bodo 1289, 1291, 1294
- Johann(es) 1295, 1305
- Si(g)frid 1307, 1309
- Werner von Elben 1314, 1316, 1323, 1339
- Albert (Gegenabt) 1342
- Heinrich IV. von Wallenstein 1346, 1348
- Reinhard 1355, 1357, 1368
- Johann von Wolfershausen 1377, 1380
- Hermann von Gilsa 1383, 1386, 1392, 1399, 1407
- Heinrich V. von Wolfershausen 1407, 1412, 1414
- Hermann von S(ch)lutwinsdorf 1416, 1417, 1436, 1440, 1443
- Werner 1419 (Gegenabt)
- Konrad/Kurd von Herzenrode (1434), 1436, 1438
- Kurt Platzfuß 1439 (Oberster des Konvents, Gegenabt)
- Johan(n) Goßel 1444, 1453, 1459
- Nikolaus Merlen 1458 (Gegenabt)
- Nikolaus/Klaus Ratzenberge 1464, 1465, 1469
- Dithmar Uttershausen 1471, 1477
- Johann Storen 1485, 1488, 1497
- Konrad 1494 (Gegenabt)
- Nikolaus 1499 (Gegenabt)
- Johann(es) Meyer (1502), 1503, 1525 (1497?–1527, † 1529)

### Säkularisation
Im Oktober 1527 wurde der Klosterbetrieb im Zuge der Einführung der Reformation in der Landgrafschaft Hessen durch Landgraf Philipp eingestellt. Abt Johann Meyer (Maier), Prior Theobald Zabel (Cabel) und die 16 verbliebenen Mönche traten zum Protestantismus über. Sie wurden mit einer Fruchtrente abgefunden und fast alle verließen den Konvent. Zabel, ein Holländer von der Insel Texel, wurde nun der erste evangelische Pfarrer von Guxhagen. Er hatte sich um den Weinbau sehr verdient gemacht; so erntete er im Jahr 1527 6½ Fuder (etwa 6240 Liter) roten und weißen Wein. Der Weinberg in der Breitenau reichte vom Kloster bis zur Fulda, gegen Ende des Dreißigjährigen Krieges wurde der Weinbau jedoch aufgegeben und an Stelle der Reben Obstbäume gepflanzt.
Die gesamte Klosteranlage wurde zu einem landgräflichen Kammergut umgewandelt, und der Großteil der einst zum Kloster gehörenden und verstreut liegenden Ländereien wurde verpachtet. Die Einnahmen des Guts gingen an die fürstliche Rentkammer und dienten teilweise kirchlichen Zwecken wie der Besoldung der Pfarrer in Breitenau, Wollrode und in sechs weiteren Orten in der Umgebung sowie des Opfermannes in Guxhagen. Außerdem erhielt die 1527 gegründete Philipps-Universität Marburg Stipendiengelder für ärmere Studenten. Das Kirchengebäude wurde 1579 in einen Fruchtspeicher und einen Pferdestall umgebaut: die Fenster und die Arkaden wurden zugemauert, neue Luken gebrochen und im gesamten Kirchenschiff mehrere Zwischenböden eingezogen, die das Gebäude in fünf Geschosse aufteilten. Wahrscheinlich wurden dabei auch die Seitenschiffe abgerissen. Für den Gottesdienst gab es in der Breitenau nur noch die Nikolauskirche, die Pfarrkirche der Gemeinden Guxhagen, Ellenberg und Wollrode.
Landgraf Moritz von Hessen-Kassel plante 1606 die Gründung einer Stadt, doch der Versuch, kölnische Kaufleute zur Niederlassung in der Breitenau zu bewegen, scheiterte ebenso wie die Ansiedlung von 630 Bürgern aus verschiedenen hessischen Orten. Ab 1607/1608 ließ er das Gut nach eigenen Plänen zu einem „Lustaufenthalt“ umbauen. Das alte Priorat, das alte Vogteihaus und der zerfallene Kreuzgang wurden abgerissen. Baumeister Wiedekindt schloss 1622 den Bau eines Marstalls ab; es folgten noch ein Herrenhaus, eine Jägerei, mehrere Wirtschaftsgebäude, Lustgärten, Fischteiche und ein Springbrunnen.

### Kriegszerstörungen
Während des Dreißigjährigen Krieges wurde die Anlage mehrfach von Truppen der Katholischen Liga heimgesucht. 1626 wurde sie durch Soldaten des Feldherrn Tilly geplündert und gebrandschatzt. Alle Gebäude, die Landgraf Moritz hatte errichten lassen, wurden zerstört, drei große Glocken und die umfangreiche Bibliothek geraubt. 1637 fielen Kroatische Reiter unter dem kaiserlichen General Isolani ein. Schließlich brannten im Jahr 1640 Truppen von Ottavio Piccolomini die gesamte Anlage bis auf die beiden Kirchengebäude, die steinerne Zehntscheune und die Klostermauer mit den beiden Toren nieder. Danach wurde der Rest des ehemaligen Klosters dem Verfall preisgegeben. Nur die Klosterkirche wurde noch als Getreidespeicher genutzt und die Nikolauskirche als Pfarrkirche, die 1660 erstmals eine Orgel erhielt. 1713 wurde das Pfarrhaus am Fuldaufer umgebaut und vergrößert.
Im Siebenjährigen Krieg (1756–1763) wurde die Anlage noch einmal geplündert; literarisch wurde dies von Heinrich Ruppel in der Erzählung „Die Michaelisbraut von Guxhagen“ verarbeitet. 1785 richtete die Gemeinde Guxhagen ein Gesuch an den Landgrafen, das Land der Domäne Breitenau unter den völlig verarmten Bewohnern von Guxhagen, die fast die gesamten sieben Jahre unter dem Krieg leiden mussten, in Erblehen aufzuteilen. Rund 900 Acker wurden danach auf die 40 Bewohner, die sich beworben hatten, verteilt. Am 1. September 1786 wurde die öffentliche Kirchenbuße abgeschafft. 1791 musste die baufällig gewordene Nikolauskirche abgerissen werden; von da an diente die alte Zehntscheune als Pfarrkirche.

### Anstalt und Heim
Im Jahr 1850 waren die Erblehen abgelöst und der ehemalige Klosterbesitz zu Staatsbesitz des Kurfürstentums Hessen geworden, damit hatte die Klosterkirche als Fruchtspeicher ausgedient und stand seit dem leer. Im Deutsch-Französischen Krieg wurden vom 18. Januar bis zum 6. April 1871 rund 750 französische Kriegsgefangene in der Klosterkirche und vermutlich auch in der Zehntscheune interniert, bewacht von 80 Mann eines thüringischen Infanterie-Regiments.
Nach Kriegsende übernahm der preußische Regierungsbezirk Kassel – das Kurfürstentum Hessen war 1866 von Preußen besetzt und annektiert worden – die verwahrloste Anlage und baute sie von 1872 bis 1874 um. Chor, Querschiff und etwa ein Achtel des Mittelschiffs wurden durch eine Mauer vom Rest der Klosterkirche abgetrennt, als Gotteshaus für die Gemeinde eingerichtet und seit dem 23. August 1874 wieder als Kirche verwendet. Die Zehntscheune baute man zu Beamtenwohnungen um. Der andere Teil der Klosterkirche erhielt ein großes Treppenhaus, teilweise wurden neue Fenster in die Wände gebrochen und im Langschiff wurden auf den vier Zwischenböden Schlafsäle eingerichtet. Hier hinein kam eine „Corrections- und Landarmen-Anstalt“ für Bettler, Landstreicher, Prostituierte und „verwahrloste“ Jugendliche, später „Landesarbeitsanstalt und Landesführsorgeheim Breitenau“ genannt. 1911 kam ein Zellenbau hinzu, der vor allem für Häftlinge aus der Königlich Preußischen Strafanstalt Cassel-Wehlheiden genutzt wurde.
1897 konnte die aus dem Jahr 1401 stammende alte „Steinglocke“ vom Fuldaer Dom, der damals ein neues Geläut erhielt, für die Klosterkirche in der Breitenau erworben werden und eine zweite, etwas kleinere Glocke wurde auch noch gegossen. Nach dem Plan von Landesbauinspektor Alfred Röse aus Kassel wurde im Jahr 1900 auf der Klosterkirche ein neuromanischer, dem Westwerk angepasster Glockenturm gebaut. Damit hatte die Kirchengemeinde Guxhagen-Breitenau erstmals seit 1626 wieder ein Geläut, das am 30. September 1900 eingeweiht wurde. Anfang November 1927 stürzte jedoch ein Gewölbefeld ins Innere der Kirche und zerstörte die Orgel. Der gesamte Gebäudekomplex musste gesichert werden, er wurde nun bis 1929 unter Leitung von Bezirkskonservator Friedrich Bleibaum restauriert, die gotischen Deckenmalereien vom Anfang des 16. Jahrhunderts wurden freigelegt und eine neue, große Orgel eingebaut. Die Kirche wurde am 23. März 1930 festlich neugeweiht.

### Konzentrations- und Arbeitserziehungslager

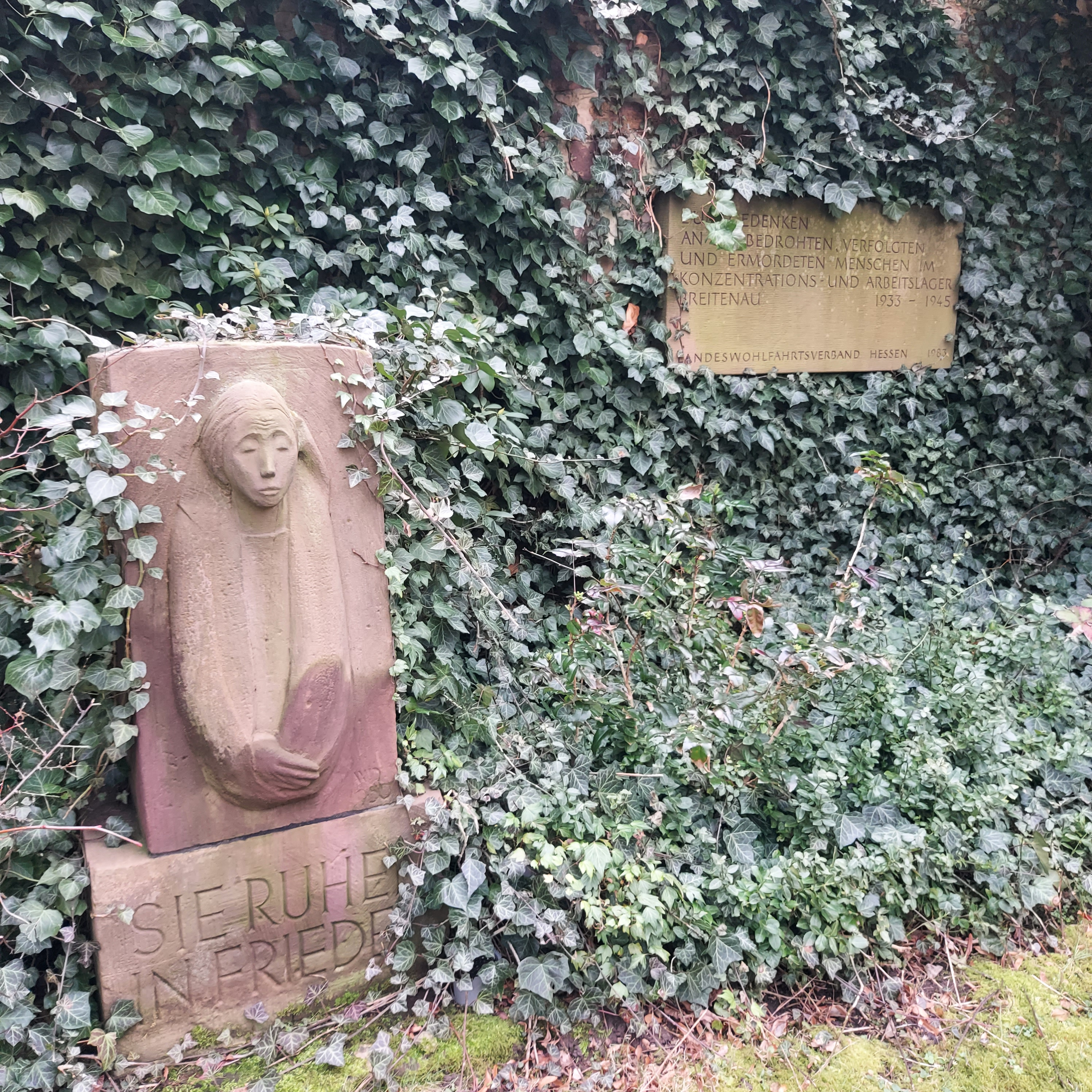
Denkmal für die Ermordeten des KZ Breitenau

Von Juni 1933 bis März 1934 wurde auf dem Gelände ein Konzentrationslager für politische Häftlinge eingerichtet. Insgesamt wurden 470 Gegner des Nationalsozialismus in Breitenau inhaftiert. Politische Häftlinge waren von 1933 bis 1945 u. a. die SPD-Politiker Ludwig Pappenheim, der im Oktober 1933 ins KZ Neusustrum verlegt und dort am 4. Januar 1934 ermordet wurde, und Fritz Wagner, ein späterer SED-Funktionär. 1940 wurde das ehemalige Kloster zum Arbeitserziehungslager für deutsche und ausländische Zwangsarbeiter, die in der Rüstungsindustrie und der Landwirtschaft arbeiten mussten. Gleichzeitig diente es als Sammellager für die Deportation in andere Konzentrationslager. Die jüdische Ärztin Lilli Jahn, Mutter des späteren Bundesjustizministers Gerhard Jahn, wurde am 30. August 1943 nach Breitenau gebracht und im März 1944 nach Auschwitz deportiert und dort ermordet. 1944 war das Kloster Ausweichstelle der Gestapo Kassel, die 1945 unweit des Klosters 28 Gefangene an der Fulda ermordete.

### Nachkriegszeit
Die amerikanische Militärregierung löste 1949 die Landesarbeitsanstalt auf, das Landesfürsorgeheim blieb weiter bestehen. Von 1952 bis 1973 war im ehemaligen Kloster Breitenau ein Mädchenerziehungsheim, das Jugendheim Fuldatal, untergebracht mit bis zu 150 eingewiesen Mädchen. Die Heimleiterin hatte bereits während der NS-Zeit beim Kasseler Fürsorgeamt gearbeitet, so war die Unterbringung geprägt von monotoner Arbeit, strengen Regeln und Strafmaßnahmen. Verboten war es u. a. zu rauchen, eigene Sachen zu verschenken oder zu tauschen, sich zu schminken, zu tanzen, zu pfeifen und laut zu reden, zudem wurde eingehende Post generell kontrolliert. Zu den Strafen zählten Abzüge vom Taschengeld, Streichung der Besuchszeiten und Verlängerung der Heimunterbringung, Essensentzug oder das Einsperren in Isolierzellen mit Holzpritschen. Die Zustände im Wohnheim wurden in den 1960er Jahren zunehmend öffentlich kritisiert und unter anderem durch Interviews und einen Radiobeitrag von Ulrike Meinhof bekannt gemacht. 1973 wurde das Mädchenheim geschlossen. 1974 wurde Kloster Breitenau Außenstelle der psychiatrischen Krankenhäuser Haina und Merxhausen des Landeswohlfahrtsverbandes Hessen (LWV).
Wilhelm Hugues schuf 1950 einen Gedenkstein für die Opfer des Nationalsozialismus im KZ Breitenau. In der ehemaligen Zehntscheune wurde 1984 eine KZ-Gedenkstätte eröffnet. 2012 war die Gedenkstätte ein Ausstellungsort der Kunstausstellung dOCUMENTA (13). In der Klosterkirche wurde eine der zentralen Arbeiten der Weltausstellung, eine Arbeit von Judith Hopf, ausgestellt.

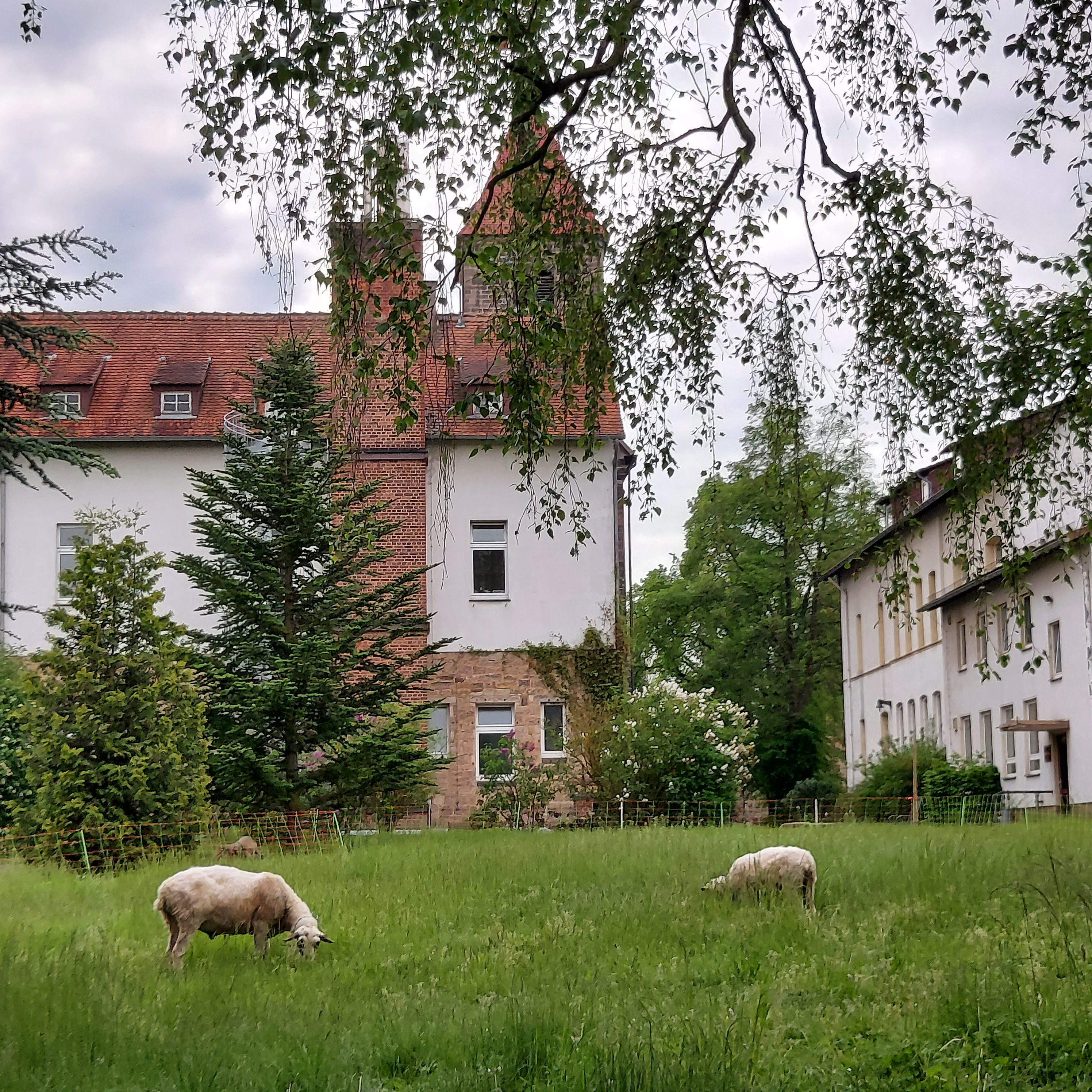
Kloster Breitenau, im Vordergrund die Gebäude des betreuten Wohnens

### 21. Jahrhundert
Derzeit befinden sich auf dem Gelände des Klosters eine Gedenkstätte, ein Hotel sowie eine Einrichtung der Vitos GmbH für betreutes Wohnen für psychisch erkrankte Menschen. Die Klosterkirche ist öffentlich zugänglich und bietet Gottesdienste und jahreszeitliche Veranstaltungen an. Die Parkanlagen sind für Besucher geöffnet.

## Persönlichkeiten
- Heinrich (I.), Gelehrter und zweiter Abt des Klosters Breitenau (1132–1155).
- Carl Glinzer, Kunstmaler, geboren 1802 in der Breitenauer Klostermühle als Sohn des Mühlenbesitzers.
- Christoph Weber, Bibliothekar, geboren 1883 als Sohn des Gärtners der Korrektions- und Landarmenanstalt in der Breitenau.
- Friedrich Bleibaum, Kunsthistoriker.
- Heinrich Ruppel, Lehrer und Schriftsteller.
- Friedrich Paulus, Generalfeldmarschall, Oberbefehlshaber der 6. Armee während der Schlacht von Stalingrad, geboren 1890 als Sohn des Kassierers und der Tochter des Dirigenten (Direktor) der Korrektions- und Landarmenanstalt in der Breitenau.[15]